# WOT: Web of Trust
Web Of Trust (WOT) es una herramienta de navegación segura en Internet. Ayuda a los usuarios de Internet a estar seguros mientras buscan, exploran o compran en línea. Su sistema consiste en un semáforo que muestra las reputaciones de las páginas web. Está basada en la comunidad que ya ha valorado más de 26 millones de páginas. La información se basa principalmente en las valoraciones de la comunidad y en los fuentes de confianza, como las listas de sitios de suplantación de identidad (phishing) de Panda Security, OpenDNS and TRUSTe. Las fuentes tienen distintas ponderaciones según su tipo y metodología, lo que significa que una fuente puede tener más efecto en la reputación que otra. Las bases de datos se actualizan cada 30 minutos.
En noviembre de 2016 la cadena televisiva alemana NDR reveló que WOT recopilaba y vendía a terceros información privada de sus usuarios tales como páginas visitadas, direcciones de correo electrónico y ubicaciones, entre otras, por lo que el complemento ha sido retirado del repositorio de complementos de Firefox y del de Google Chrome.

## Fundación
WOT Services, anteriormente Against Intuition, fue fundada en 2006 por dos estudiantes universitarios visionarios, Timo Ala-Kleemola y Sami Tolvanen. La empresa tiene su oficina central en Helsinki, Finlandia.

## Funcionamiento
Los usuarios de este complemento valoran la página web a través de un botón situado en la barra de herramientas del navegador. El sistema fusiona todas las valoraciones y las muestra a través del icono de la barra de herramientas, cuyo color cambia según la reputación del sitio web, a saber:
- Verde oscuro: Excelente
- Verde claro: Bueno
- Amarillo: No satisfactoria
- Naranja: Pobre
- Rojo: Muy pobre (potencialmente peligroso)
- Gris: El sitio aún no ha sido valorado.

## Integración en el navegador
WOT estaba disponible como un complemento para Internet Explorer y Google Chrome, como una extensión para Mozilla Firefox, y como un marcador para Safari y Opera pero en noviembre de 2016 fue retirado de los repositorios de complementos de Firefox y Chrome por sus prácticas corruptas.

### Disponibilidad
El complemento funcionaba en Firefox en cualquier plataforma, en Internet Explorer y Google Chrome en Windows. Ahora disponible en Opera. La interfaz está disponible en 14 idiomas. También hay una versión disponible para daltónicos.

## Sistema de valoración
Al dar su valoración, los usuarios tienen que clasificar la página web en estas cuatro categorías:
- Confiabilidad: Una valoración de "pobre" indica que es muy probable que haya fraude informático en la página en cuestión.
- Fiabilidad del vendedor: Indica si se puede confiar en la persona que vende los artículos (sólo en una web de venta).
- Privacidad: Indica si es seguro proporcionar una dirección de correo electrónico, descargar un archivo, etc.
- Seguridad infantil: Indica si la página web contiene material no apropiado para los niños de corta edad.

También se pueden añadir comentarios. Estos pueden estar en una de las siguientes categorías:
- Comentarios Positivos:
  - Buen sitio
  - Útil, informativo
  - Entretenimiento
  - Buena experiencia del cliente
  - Adecuado para menores
- Comentarios negativos:
  - Correo no deseado
  - Anuncios o mensajes emergentes molestos
  - Mala experiencia del cliente
  - Fraude, timo, phishing
  - Contenido malintencionado, virus
  - Infracción de la seguridad del navegador
  - Spyware o adware
  - Contenido para adultos
  - Contenido malicioso, violento o ilegal
- Comentarios neutrales:
  - Sin utilidad
  - Otro